# Orden von Santa Rosa
Der Orden von Santa Rosa, auch Ritterorden der heiligen Rose oder Zivilisation von Honduras wurde am 21. Februar 1868 durch die gesetzgebende Versammlung der Republik Honduras unter  dem Präsidenten José María Medina beschlossen und gestiftet.
Am 18. September 1868 folgten die Statuten und machten ihn zum Zivilverdienstorden. Geehrt sollten Leistungen in Wissenschaft, in der Kunst und in der Barmherzigkeit werden. Ein gesonderter Senat befand über die Ordensvergabe.
Der Orden wurde 1876 aufgehoben.

## Ordensklassen
Der Orden hatte fünf Klassen
- Großkreuz
- Großoffizier
- Kommandeur
- Offizier
- Ritter

Die Ausgezeichneten hatten Anspruch auf eine klassenabhängige Uniform von hohen Offizieren der Armee.

## Ordensdekoration
Ein achtspitziges weiß emailliertes goldgefasstes Kreuz mit kleinen goldenen Kugeln an den Spitzen bildet den Orden. In den Sternwinkeln ist ein grün emaillierter Lorbeerkranz sichtbar, der unten in eine goldene Schleifenform endet. Auf dem vorderseitigen runden Mittelschild ist das Wappen von Honduras von einem grünen Reif mit goldener Inschrift Republica de Honduras umgeben. Rückseitig umlaufend Orden de Santa Rosa y de la civilizacio de Honduras und in der Medaillonmitte Merito religioso in goldener Schrift. Über dem Kreuz ist ein Myrtenkranz mit dem Tragering.
Die Klassen unterschieden sich durch die Dekorationsgröße und dem zusätzlichen Ordenstern.

## Ordensband und Trageweise
Das Ordensband ist mittig mit einem weißen Streifen und an beiden Seiten mit einem blauen und roten Streifen versehen. Großkreuzer tragen die Auszeichnung über die linke Schulter als Schärpe zur rechten Hüftseite. Kommandeure um den Hals, Offiziere mit einer Rosette auf dem Band und Ritter dekorierten ihn auf der linken Brustseite.
Stern und Kreuz wurde nur von der I. Klasse getragen. Der Stern wird aus acht Strahlenbündel gebildet. Abwechselnd bestehen diese aus goldenen und silbernen Strahlen und alles liegt auf grün emaillierten Eichen- und Olivenzweigen auf und umrankten das Ordenskreuz mit dem Wappen gefüllte Mittelschild. Hier ist die Ordensdevise Dios, Honor, Patria lesbar.